# Filippo II di Nassau-Weilburg
Filippo II di Nassau-Weilburg (Weilburg, 14 marzo 1418 – Magonza, 19 marzo 1492) fu Conte di Nassau e Weilburg dal 1429 al 1492.

## Biografia
Figlio di Filippo I di Nassau-Weilburg, ereditò i territori paterni insieme al fratello minore Giovanni II di Nassau-Saarbrücken nel 1429 all'età di 11 anni; a causa della giovane età dei due fratelli la reggenza fu esercitata dalla madre. Nel 1442 i due fratelli decisero di dividere i possedimenti del defunto Filippo I in due, con la conseguenza che Giovanni prese il Saarbrücken e Filippo il Weilburg, dando origine a due rami separati della casata Nassau.
Si sposò con Margherita di Loon-Heinsberg, da cui ebbe due figli:
- Giovanni (1441-1480)
- Filippo (1443-1471)

Dal secondo matrimonio con Veronica di Sayn-Wittgenstein non nacquero figli. A causa del suo lunghissimo regno entrambi i figli morirono prima di lui, pertanto alla sua morte, avvenuta nel 1492 a 74 anni (di cui quasi 63 di regno), gli successe il nipote (figlio di Giovanni) Luigi I di Nassau-Weilburg.

## Ascendenza
|                                |                      |                             | Genitori                             |  |  | Nonni |  |  | Bisnonni                      |  |  | Trisnonni        |  |
|                                |                      |                             |                                      |  |  |       |  |  | Gerlach I di Nassau-Wiesbaden |  |  | Adolfo di Nassau |  |
|                                |                      |                             |                                      |  |  |       |  |  | Gerlach I di Nassau-Wiesbaden |  |  | Adolfo di Nassau |  |
|                                |                      | Imagina di Isenburg-Limburg |                                      |  |  |       |  |  | Gerlach I di Nassau-Wiesbaden |  |  |                  |  |
| Giovanni I di Nassau-Weilburg  |                      |                             |                                      |  |  |       |  |  | Gerlach I di Nassau-Wiesbaden |  |  |                  |  |
|                                |                      | Agnese d'Assia              | Enrico d'Assia                       |  |  |       |  |  |                               |  |  |                  |  |
|                                |                      | Agnese d'Assia              | Enrico d'Assia                       |  |  |       |  |  |                               |  |  |                  |  |
|                                |                      | Agnese d'Assia              | …                                    |  |  |       |  |  |                               |  |  |                  |  |
| Filippo I di Nassau-Weilburg   |                      | Agnese d'Assia              |                                      |  |  |       |  |  |                               |  |  |                  |  |
|                                |                      | Giovanni II di Saarbrücken  | …                                    |  |  |       |  |  |                               |  |  |                  |  |
|                                |                      | Giovanni II di Saarbrücken  | …                                    |  |  |       |  |  |                               |  |  |                  |  |
|                                |                      | Giovanni II di Saarbrücken  | …                                    |  |  |       |  |  |                               |  |  |                  |  |
| Giovanna di Saarbrücken        |                      | Giovanni II di Saarbrücken  |                                      |  |  |       |  |  |                               |  |  |                  |  |
|                                |                      | Gillette di Bar             | …                                    |  |  |       |  |  |                               |  |  |                  |  |
|                                |                      | Gillette di Bar             | …                                    |  |  |       |  |  |                               |  |  |                  |  |
|                                |                      | Gillette di Bar             | …                                    |  |  |       |  |  |                               |  |  |                  |  |
| Filippo II di Nassau-Weilburg  |                      | Gillette di Bar             |                                      |  |  |       |  |  |                               |  |  |                  |  |
|                                | Giovanni I di Lorena | Rodolfo di Lorena           |                                      |  |  |       |  |  |                               |  |  |                  |  |
|                                | Giovanni I di Lorena | Rodolfo di Lorena           |                                      |  |  |       |  |  |                               |  |  |                  |  |
|                                | Giovanni I di Lorena | Maria di Blois              |                                      |  |  |       |  |  |                               |  |  |                  |  |
| Federico I di Vaudémont        | Giovanni I di Lorena |                             |                                      |  |  |       |  |  |                               |  |  |                  |  |
|                                |                      | Sofia di Württemberg        | Eberardo II di Württenberg           |  |  |       |  |  |                               |  |  |                  |  |
|                                |                      | Sofia di Württemberg        | Eberardo II di Württenberg           |  |  |       |  |  |                               |  |  |                  |  |
|                                |                      | Sofia di Württemberg        | Elisabetta di Henneberg-Schleusingen |  |  |       |  |  |                               |  |  |                  |  |
| Elisabetta di Lorena-Vaudémont |                      | Sofia di Württemberg        |                                      |  |  |       |  |  |                               |  |  |                  |  |
|                                |                      | Enrico V di Vaudémont       | Anseau de Joinville                  |  |  |       |  |  |                               |  |  |                  |  |
|                                |                      | Enrico V di Vaudémont       | Anseau de Joinville                  |  |  |       |  |  |                               |  |  |                  |  |
|                                |                      | Enrico V di Vaudémont       | Margherita di Vaudémont              |  |  |       |  |  |                               |  |  |                  |  |
| Margherita di Joinville        |                      | Enrico V di Vaudémont       |                                      |  |  |       |  |  |                               |  |  |                  |  |
|                                |                      | Maria di Lussemburgo        | Giovanni di Lussemburgo              |  |  |       |  |  |                               |  |  |                  |  |
|                                |                      | Maria di Lussemburgo        | Giovanni di Lussemburgo              |  |  |       |  |  |                               |  |  |                  |  |
|                                |                      | Maria di Lussemburgo        | …                                    |  |  |       |  |  |                               |  |  |                  |  |
|                                |                      | Maria di Lussemburgo        |                                      |  |  |       |  |  |                               |  |  |                  |  |